# Xaniona cruenta
Xaniona cruenta är en insektsart. Xaniona cruenta ingår i släktet Xaniona och familjen dvärgstritar. Utöver nominatformen finns också underarten X. c. edwardsi.